# A Szomszédok szereplőinek listája
Ez a lap a Szomszédok című teleregény szereplőit mutatja be.

## Főszereplők

### Böhm József

Máriáss József, a szereplő megformálója

Bőhm József (Máriáss József) nagy műveltségű, bölcs, naiv, segítőkész és kifejezetten vallásos szereplő, a Lantos utcai panelház első közös képviselője. Eredetileg papnak készült, de szerelmes lett, ezért kilépett a rendből. Házassága azonban hamar tönkrement, így hivatásos agglegény lett. Aktív korában főkönyvelőként dolgozott.
A sorozat első részében már jelen van, legjobb barátja Sümeghy Oszkár nyugdíjas operaénekes. Sokszor vitáznak, amolyan kutya-macska barátságnak tűnik kettejük kapcsolata, barátságuk mélysége akkor mutatkozik meg leginkább, amikor Bőhm bácsi beteg lesz. A sorozatban utolsó alkalommal a 105. fejezetben látható: ezek a felvételek már a halálos ágyán készültek. Halála előtt egy nappal mondta kamerába üzenetét: nincs ok bánatra, őrangyalként a társakkal marad. A 105. rész teljes egészében róla szól: a szomszédok visszaemlékezése nyomán ismétlésre kerül a sorozatbeli összes jelentősebb, vele kapcsolatos esemény. Leginkább Sümeghyt viseli meg Bőhm bácsi halála, sokszor felemlegeti latin mondásait, valamint azt, hogy nagyon hiányzik neki. A közös képviselői pozícióban Kutya úr az utódja, az otthonába pedig később Antónia költözik.
Böhm bácsi még feltűnik a 321. és 322. részben, a Bőhm naplójában. Ebben a két részben foglalják össze a ház történetét a kezdetektől. Egyes források szerint Máriáss József a sorozat kezdetétől már betegen játszott. Emiatt a szappanoperába már egy betegeskedő idős emberként írták be, aki egyébként a színész magánéletére abszolút kivetíthető volt, miközben korából kifolyólag ez nem is lett volna indokolt. A sorozat során többször került kórházba, ami sokszor a valóságot is lefedte. Ennek ellenére a színész mindenképpen "a Szomszédokban szeretett volna meghalni", tehát élete végéig a művészetnek élt.[forrás?]

## Mellékszereplők

### Bakonyi Géza
Bakonyi Géza szocialista káder fia. Egy alkalommal megszerzi apja önvédelmi fegyverét, barátjával elmennek az erdőbe, és ott lelő egy fácánt. Szelényi János és Alma a közelben vannak, és bár a fiú ráfogja a fegyvert az erdészre, Alma határozott fellépésére sikerül kiütni a kezéből, Géza pedig elszalad. A barátja szerint adósságba keveredett, és a vadak eladásából akart pénzt szerezni. Az esetből rendőrségi ügy lesz, amit az apának – minden befolyását latba vetve – sem sikerül elintézni, a fiú két év felfüggesztett börtönbüntetést kap. Amikor Bakonyi szidja a fiát, akkor mondja: „el akartam menni ebből a rohadt házból – és el is fogok.”
Nem sokkal később csomagol: apjának azt mondja, hogy a nagyanyjához megy, de ehelyett felszáll a bécsi vonatra, ám a határőrök leszállítják. Nem indul ellene eljárás, de az apjának kell érte menni a rendőrségre. Az esemény befejezéseként Bakonyi elvtárstól bevonják a fegyverviselési engedélyt, mire Géza ezt mondja az apjának: „És jobb is, ha nincs fegyvered, mert még a végén lepuffantanál mérgedben.”

### Bakonyi elvtárs
A hanyatló Kádár-korszak utolsó éveinek tipikus befolyásos, a kapcsolataival mindent elintézni akaró negatív figurája, egy faipari vállalat igazgatója. Mialatt fia az erdőben vadászik apja fegyverével, ő a titkárnőjével este gépkocsibalesetet szenved; mindkettőjüknek az a legfontosabb, hogy ne tudódjon ki az, hogy együtt voltak. Bakonyi megpróbálja rávenni Szelényit a fia ellen tett feljelentés visszavonására. Ugyan sem ez nem sikerül, sem az ismeretségi utak, a megüresedő főmérnöki állásra benyújtott pályázatát sikerül lehetetlenné tennie.
A televíziós sorozat a rendszerváltás hajnalán Bakonyi szerepén keresztül próbálja bemutatni a pártállam kádereinek viselkedését, gondolkodásmódját és gyakorlatát. Amikor édesanyját a vállalati gépkocsi elviszi barátnőjéhez a Rózsadombra, és mivel elesik, mentőt hívnak hozzá. Az igazgató intézkedik, hogy a sérültet a Kútvölgyi kórházba vigyék. Természetesen Mágenheim a szabályoknak megfelelően az ügyeletes baleseti kórházba szállítja. Bakonyi emiatt személyesen felkeresi és felelősségre vonja a doktort, majd fel is jelenti.
Egy alkalommal fia pénzt "lop" a családi kasszából, és amikor ez kiderül, akkor gyógyszerrel öngyilkossági kísérletet szimulál. A mentővel kihívott Mágenheim részben pedagógiai célú gyomormosást alkalmaz, és bár kimutatható gyógyszer nincs a szervezetben, az előírásoknak megfelelően beszállítja a fiút a kórházba. Apja később emiatt felelősségre vonja a doktort, és feljelentéssel is fenyegetőzik.
Később egy vadászaton úgy szeretne részt venni, hogy rá ne vonatkozzanak a szabályok.
Még később, a 112. fejezetben, amikor János már a Pilisi Parkerdőgazdaság főmérnöke, majdnem főnöke is lesz mint igazgató.
A 298. fejezetben a Bakonyi elvtársat alakító színész (Kiss Jenő) egy másik szerepben jelenik meg (vadászni szeretne az erdőben)

### Bánáti Vilmos
Madarasi Bandit áthelyezik a Központba osztályvezetőnek, helyére Bánáti kerül. Egy alkalommal elromlik az egyik hűtőpult, és a kiolvadt mélyhűtött árut – szabályos jegyzőkönyvezés mellett – Marika leselejtezi. Amikor a boltvezető visszaérkezik, minősíthetetlen hangon felelősségre vonja Marikát és a mellette álló Lenke nénit. Amikor az utóbbi kikéri magának ezt a hangot, kijelenti, hogy csak volt kisegítő nyugdíjas az üzletben, kártérítéssel és perrel fenyegeti. Szerencsére a központban másképp látják a helyzetet, és Bánáti kap fegyelmit. Az ügy lezárásaként bocsánatot kér Lenke nénitől.

### Bence
Bencével Vágási Feri akkor ismerkedik meg, amikor három hetes tartalékos katonai szolgálatra hívják be őket. Összebarátkoznak, és később együtt dolgoznak a vagonok kirakásánál is, hogy plusz pénzhez jussanak.

### Béres Erzsébet
Vágásiék elindulnak Feri apját meglátogatni, és a faluban betérnek a gyógyszertárba fejfájás elleni tablettát venni, egyúttal megkérdezik a fiatal asszisztenslányt, hogy hol lakik Béres Gáspár. A nő kabátot vesz, és elkíséri őket a házhoz, ahol bemutatkozik: „Én is ide tartozok: Béres Erzsébet vagyok.”
Miután az új rokonok meglátogatása az autó tönkremenetele miatt elmarad, egy későbbi alkalommal néhány napra egyedül elmegy Feriékhez. Nagyon tetszik neki a főváros, szívesen nézegeti az üzletek kirakatait, a városi nyüzsgést. Este, mivel Feri dolgozik, kettesben beszélgetnek Jutkával, és megemlíti, hogy édesapja tudomást szerezve a szövetkezet elnöke és helyettese sötét ügyeiről, azt kitálalta a közgyűlésen, és azóta nincs nyugalma. Jutka erre megállapítja, hogy „akkor mégiscsak Feri apja! Mert ő is ilyen.”
Erzsikével akkor találkozunk utoljára a sorozatban, amikor Jutka tanítványainak tanyai táborozása véget ér, és elbúcsúznak egymástól.

### Béres Gáspár
Miután Jutka megtalálta Feri anyját és meglátogatta, annyit sikerül megtudnia, hogy vér szerinti apja egy Gáspár nevű katona, akinek kilétét szintén sikerül megállapítani. Jutka nagy nehezen rábeszéli férjét, hogy látogassák meg az illetőt. Béres Gáspár barátságosan fogadja Vágásiékat, és nem sokkal később egy pesti útja során fel is akarják keresni őket lányával, Erzsikével. Mielőtt elindulnak, betoppan a szövetkezet elnökhelyettese, és a beszélgetésből egy helyi konfliktus rajzolódik ki. A látogatás nem valósul meg, mert Béresék autója elromlik, így Vágásiék az ünnepi vacsorát Takácsékkal osztják meg.
Egy hónappal később Béres és Feri fényszórót keresnek az autós üzletekben, de nem találnak. Kávézás közben Gáspár megemlíti, hogy szívesen felkeresné egykori barátnőjét, és a látogatásra Ferit is meginvitálja. Közben felajánlja Jutkának, hogy az osztályát leviheti nyári táborozásra a tanyájára, ha saját maguk számára kitakarítják az épületet: a kirándulás később meg is történik, amit kisebb kazaltűz valamint fel nem robbant gránát megtalálása tesz emlékezetessé és izgalmassá.
Feri anyjának felkeresésére is sor kerül, de az italkedvelő nő semmire nem emlékszik, csak össze-vissza beszél. Béres Gáspár kimondja a szentenciát: „Micsoda szép lány volt... Nem szabad megöregedni!”

### Bírónő
Takács István a bíróságon népi ülnök is. Első és egyetlen ilyen szerepében a közlekedési bűnügyben vádlott kollégának a büntetési tétel kétéves alsó határa helyett felfüggesztett börtönt javasol a bírónőnek. Majd' nyolc évvel később a bírónő a magánklinikán Mágenheim munkatársa, a szép röntgenes doktornő sógornőjeként jelenik meg a Gábor-Juli stúdió vendégei sorában.

### Bíró László
1963. június 28-án született, azaz születési időpontja megegyezik az őt alakító színészével. Az Alkotás presszó tulajdonosa és Alma főnöke. A sorozat folyamán a 100. és a 101. rész között a vezetékneve Sudárról Bíróra változott.

### Charlotte
Virág doktor Etussal fagylaltozik, amikor valaki hátulról befogja a szemét: 20 éve nem látott barátnője az, aki hazalátogatott Amerikából. Azonnal közli a férfival, hogy együtt fognak szórakozni, mire az Etust, mint feleségét mutatja be. A művésznő nem tagadja meg önmagát: bejelenti, hogy kisbabájuk is van. Ehhez kölcsön kéri unokáját, Flórát. A helyzet akkor oldódik meg, amikor Charlotte elmegy a stúdióba kozmetikai kezelésre, és Gábor – megtudva hogy gazdag amerikai nő – üzletet szimatolva kapcsolatot kezdeményez vele. Ezt követően szakít Virág doktorral, aki ennek nagyon örül.
Charlotte révén jön létre a Stúdió egyik komoly akciója, „A tengeren túl már várja valaki”. Gazdag amerikai urak és vállalkozó magyar hölgyek kapcsolatát szervezik – „kizárólag házasság céljából”.

### Dávid, Julcsi barátja
Karácsony után a mentőt öngyilkossági kísérlethez riasztják: Dávid testvérét, Terézt kizárják a kollégiumból, ezért bátyjának albérletébe költözik, de apjától félve gyógyszert szed be. Szerencsére az életét sikerül megmenteni, és hálából egy sálat köt Mágenheim doktornak, amit Dávid visz el a lakásra. Julcsinak megtetszik a fiú, és elviszi neki az Etus által írt köszönő levelet, így ismerkedik össze Dáviddal, akibe szerelmes lesz. Egy alkalommal a fiú lakása elé érve meglátja, hogy egy lányt kísér ki a kapun, és puszival válnak el egymástól. Nem tudva, hogy a lány Dávid testvére, nem akar többet szóba állni vele. Ezt követően újságkihordás közben megismerkedik Kristóffal. Dávid Panni közvetítésével ugyan tisztázza a félreértést Julcsival, de a kapcsolat már nem áll helyre. Annál kevésbé, mivel Dávid és Panni összemelegednek, és még azt az ízléstelen dolgot is elkövetik, hogy a Julcsi által szervezett buliba együtt állítanak be egy-egy üveg pezsgővel.

### Dessewffy Károly
Dessewffy úr Etus műveiből – kicsit balul – kiállítás szervezésére vállalkozik. A bemutatkozó látogatáskor sikerül úgy bepálinkáznia, hogy egy értékes kerámiát lever, ami összetörik. Legközelebb egy nagy csokor virággal kér bocsánatot. Megbeszélik a művésznővel, hogy ne a művelődési házban, hanem a lakásban rendezzék a tárlatot, és a kedvezőbb költségek érdekében egy másik művész alkotásai is bemutatásra kerüljenek. Ez meg is valósul: Etus egyik belsőépítész ismerőse hozza el szép lakberendezési termékeit. A tárlatot Julcsi és barátai is segítenek berendezni, a reklámfotót és a társat Etus intézte, Dessewffy mégis további előleget szeretne kapni a költségeire, ami persze határozott elutasításra talál.
A kiállítás jól sikerül – a művésznővel Gáspár Dezső újságíró készít interjút -, itt már a „főszervező” is hatékonyan közreműködik. Az utolsó alkalommal, az elszámolás mellett-helyett Dessewffy és Virág doktor véget nem érő politikai diskurzusba bonyolódik...

### Dr. Nagy Éva
Évike (végzős medika) a barátnőjével evez a Dunán, aki meggondolatlanul beugrik a vízbe, és természetesen mentőt kell hívni hozzá, miután a vízirendőrség segítségével kimentették. Mágen a sajátos passzív-agresszív stílusában leszídja, akkor még még nem sejtette, hogy később kollégája lesz a mentőknél.
A sorozat folyamán végig magázódva incselkednek egymással Mágennel: a doktornő rendszeresen elkésik a munkából, és még rendszeresebben menyasszony, ám egyszer sem sikerül férjhez mennie.

### Erdészigazgató
Az erdőgazdaság igazgatójaként Szelényi János erdőmérnök főnöke. A szerep olyannyira semleges, hogy a hétéves fennállás alatt igazából semmi emlékezetes esemény nem kapcsolódik hozzá.
Az első alkalommal az igazgató meglátogatja Jánost az erdészházban, és jó munkájának fizetésemeléssel történő elismerésével vezeti be azt a kellemetlen közlendőt, hogy nem sok esélye van a főmérnöki pályázaton. Mint ritkán megjelenő szereplő úgy távozik a sorozatból, hogy János és Dénes bácsi beszélgetés során említi az igazgató halálát.

### Farkas Gábor
Farkas Gábor először azon az üres telken jelenik meg, ahol Almáék építkezni szeretnének. Kolonits építészmérnök úgy mutatja be, hogy „.. a jobbkezem – vagy balkezem? Csupa o: gyors, pontos, okos.” Ezt a továbbiakban inkább úgy látjuk, hogy egy minden hájjal megkent, ügyes ember. Két hét múlva szivarozva beszáguld Takácsék lakásába, leveti magát az első fotelba, és közli Lenke nénivel, hogy egy kis pénzért jött, mert most jó áron lehet építőanyagot venni, kellene 80-100 ezer forint. Mivel Lenke néni nem tud adni, elviharzik, de az ajtóból még visszaszól: ne felejtsék, pénz, pénz, pénz.
Sajnos az építkezés kútba esik, ezért Takács felkeresi az egyik munkahelyen Farkast, hogy visszakérje az anyagra adott 57 ezer forintot. Ő előveszi a tárcáját és ezt mondja: Nincs nálam annyi. Adja nekem ide az elismervényt, és én holnap reggel felugrok az összeggel.
Farkassal legközelebb Böhm bácsi társaságában találkozunk, ugyanis pecsenyesütő céljára ki akarja bérelni a Lantos utca 8. alsó traktusát. Mivel egy másik ajánlat is van kötöde létesítésére, ezt a közös képviselő föltétlen meg akarja beszélni a lakókkal. Farkas rámenősen korrupciós ajánlatot tesz, mire Böhm úr „Apage satanas!” felkiáltással válaszol neki, amit természetesen nem ért. A fordítás után elindul kocsijához, és meglátja Takácsék taxiját, amelyről épp aznap éjszaka lopták le a négy kereket. Farkas reakciója: „Ez a baba újítás: defekt nyista, fogyasztás nyista!”
Farkas megtudva, hogy többek között Takácsék sem járulnak hozzá a sütöde létesítéséhez, Pista bácsit és barátját, Szedlák Kálmánt meghívja egy presszóba. Ajánlatot tesz nekik, miszerint a karácsonyi csomagküldő szolgáltatása kisebb csomagjainak kiszállítását rájuk bízná („jó kis adómentes jövedelem”) – ha mehet a sütöde! Az ajánlata Taki bácsi részéről visszautasításra kerül.

### Gitta
1988 tavaszán váratlanul eltűnik a Stúdióból Mara, így fodrász nélkül maradnak. Klarissza megemlíti, hogy az unokahúga fodrász: egyik esti partin Gábor és Juli megismerkedik vele. Kiderül, hogy csak pár hónapot dolgozott a szakmában, utána férjhez ment, és gyorsan el is vált. Megegyeznek, hogy Gitta jelentős pénzösszeggel társul a vállalkozásba, ugyanakkor a fodrász beosztást is ellátja. Az első alkalommal Juli, a kozmetikus a "szenvedő alany", rajta mutatja meg tudását az új munkatárs. A következő alkalommal viszont egy menyasszony haját kell elkészíteni, de minden apróságban Juli segítségét kéri. Nem sokkal később, még a próbaidő lejárta előtt egy felháborodott vendég visszajön reklamálni a haja miatt, és visszakéri a kifizetett díjat. Ezt a helyzetet már Gábor Gábor se látja tovább tarthatónak, és – mondván: letelt a próbaidő – az „aranyhajúnak” visszaadja a vállalkozásba adott pénzét, és elválnak egymástól.

### Góliát
Vágási Feri haverja, Géza bácsi rokona, volt operaénekes (Sümeghy barátja, egyszer együtt is duetteznek), együtt dolgoznak ("keccsölnek") mint költöztetési vállalkozók. Sokszor keresi szép hölgyek társaságát (megkörnyékezi Jutka tornatanár kolléganőit, Vilmát és Veronikát is). A 9. részben mint kiöregedett labdarúgó (Korompai II. "Krumpli") használt autó kereskedőként tűnik fel először, Etus gépkocsit akar venni tőle. Egyszer mezítlábas taxis hiénaként is szerepel, és kocsmai verekedésben is részt vesz.

### Ildikó, szállodaigazgatónő
Gábor és Juli felkeresi Ryan urat a szállodában, ám az igazgatónő közli velük, hogy az illető fizetés nélkül távozott. Gábor pillanatnyi meghökkenés után rögtön témát vált, és megkérdezi, hogy a szállodában lehetne-e egy fodrász-kozmetikus-fotós szalont üzemeltetni, mert bővíteni akarják a vállalkozásukat. A részletek megbeszélése céljából Ildikó a stúdióba is ellátogat. Gábor természetesen azonnal udvarolni is kezd a csinos nőnek. A következő alkalommal új ötlettel – az igazgatónő szerint a tizennegyedikkel – áll elő: a szálloda egyik faházában nyissanak egy Útivideó-szolgálatot a gazdag külföldi vendégek számára. Ennek vezetésére már ki is szemelte Olit, aki tiltakozik ellene, de a terv egyébként sem valósul meg.

### Józsi
Zöldséges, Etus egyik ismerőse. Erdélyben született, onnan települt át az édesapjával. A zöldségek mellett a művésznő egy-egy kerámiáját is árulja a piacon; így ismerkednek össze Gyulával, az öreg műgyűjtővel. Egy ideig házhoz szállítással árult zöldséget a lakótelepen.Egy ideig a virágárusnő, Ágika párja volt.

### Kenéz elvtárs
Kenéz elvtárs Feri első nyomdájában főművezető; Ottlakán Gézával együtt kezdték a szakmát. Utóbbi gyakran öreg bolsinak nevezi. Ferivel munkahelyi kérdésekben gyakran összetűzésbe keverednek. 65 éves korában, 1988. július 1-jétől nyugdíjba küldik, amit nagyon sérelmez, és kifejti véleményét, hogy mi lesz itt a tapasztalt öregek nélkül. Egy alkalommal Feri könyvet vásárol, és összetalálkozik Kenézzel, aki a nyugdíjának kiegészítésére ott végez kisegítő munkát. Később Feri hivatalsegédi beosztást szerez neki az Állami Nyomdában, és jó viszony alakul ki közöttük: alkalmi bélyegsorozatot vesz, elsőnapi borítékot küld az öreg filatelistának.

### Kerei Gusztáv
Kerei Gusztáv (Éless Béla) a Lantos utca 8. 7. emeletén lakott.
1997-ben költözött be a házba, mint adótanácsadó. A kezdetektől fogva utálták a lakók. Sümeghy "Keszei"-nek nevezte el. Bosszantó és szenilis természete miatt bolondnak is tartották. A 292. részben a lakása felrobbant, mert egy turista-gázpalackkal kísérletezett. Legnagyobb bűne, hogy elfelejtette befizetni a saját járulékait. Janka nénivel kerül közelebbi (szexualitástól mentes) szerelmi viszonyba, de végül nem házasodnak össze, mivel Kerei nem vált el a feleségétől.

### Klamár házaspár
Deziré egy utazási iroda vezetőjeként "Egy nap egy családnál" szlogennel Magyarországra látogató magyarok vendégül látását találja ki, és erre a célra a Takács családot akarja megnyerni Alma segítségével. Némi vita után elvállalják a feladatot: Pista bácsi a látogatóknak bemutatja Budapestet, Lenke néni pedig finom házi koszttal várja őket. Első vendégük a Klamár házaspár, akik 42 éve vándoroltak ki Brazíliába. Budapest nevezetességeinek megtekintésekor a Gellért-hegyre is eljutnak, ahol Pista bácsi egyebek mellett elmeséli a Szabadság-szobor legendáját is.
Klamár úr úgy tervezi, hogy nagyobb összeg befektetésével és a brazíliai magyarok szervezésével a jelenlegi ötletet komolyabb vállalkozássá lehetne fejleszteni, amiről Dezirével és Takácsékkal megállapodást is köt. Sajnos az elképzelés nem valósul meg, mert nem sokkal később hírt kapnak arról, hogy Klamár úr a harmadik szívinfarktus következtében Brazíliában elhunyt.

### Kolonits Sándor
Alma és János Dénes bácsi telkén házat szeretne építeni. A tervek elkészítéséhez Pista bácsi felkeresi Kolonits Sándor neves építészt, akivel együtt voltak 28 hónapig a fronton, majd öt hónapig hadifogságban. A jómódú villába megérkezve a volt tizedes szeszes itallal kínálja valamikori őrmesterét, és azt is megtudják a nézők, hogy Taki bácsi kedvenc mondása („csak az íze miatt”) még a második világháború idejéből ered. Az építész vállalja a megbízást, így két hét múlva már Almával együtt látogatják meg; felesége begipszelt karral fogadja őket, és amíg férje kimegy a tervrajzokért, addig informálja őket, hogy meglehetősen drága lesz az építkezés: „Sándor nem tudja, hogy az embereknek általában nincs pénzük”. Kolonits el is árulja, hogy csak Takácséknak 37 000 Ft/m2 árat számol.
Egy hónappal később Farkas Gábor-ral együtt kimennek a telekre terepszemlét tartani. Sajnos az építkezés meghiúsul, mivel a területre építési tilalom van érvényben. Amikor János felkeresi, elmondja neki, hogy még a minisztériumban sem sikerült elintéznie a feloldást, bár arra a területre ő fog tervezni egy másik, komoly beruházást. Közben Virág doktoron keresztül Etushoz is eljut; az építendő gyógyszállóhoz komoly kerámia kompozícióra adna neki megbízást, de a művésznő – sok munkájára hivatkozva – visszautasítja, így az építésznek csak felesége születésnapi ajándékát sikerül megoldania egy nyolcezer forintért vásárolt kerámiával.
Utolsó epizódként Kolonits megkéri Takácsot, hogy külföldi barátaival együtt vigye el őket BMW-jével a Balaton mellé egy exkluzív betyárcsárdába. Ez meg is történik, de Pista bácsi étlen-szomjan, a kerítésen keresztül kénytelen végignézni az urak szórakozását. Miután hazaviszi őket, a kapuban derül ki, hogy a sofőr éhes, fáradt. Adél behívná pár falatra, de ezt Pista bácsi nem fogadja el. A sorozatbeli kapcsolat azzal ér véget, hogy a Takács családot Kolonitsék meghívják vacsorára, de amikor szépen kiöltözve éppen indulnának, értesítést kapnak, hogy Adél könnyű megfázása miatt erre egy másik alkalommal kerülhet sor.

### Kovács igazgató
Doktor Kovács – ahogy legelőször bemutatkozik – egy műanyagipari vállalat igazgatója, jellemtelen figura, már-már bűnöző.
János és Dénes bácsi az erdőt járva arra lesznek figyelmesek, hogy egy teherautó gyanús rakományt hozott. A gépkocsivezető elmondja, hogy az erdőgazdaság korábbi főmérnökének engedélyével ide hordják a műanyag üzem veszélyes hulladékát. János az erdészet igazgatójának jelenlétében telefonon felhívja a műanyagosok igazgatóját és számon kéri rajta a dolgot, de Kovács tagadó választ ad, ugyanakkor megbízza titkárnőjét, puhatolja ki, van-e Szelényi főmérnöknek gyenge pontja. János titkárnője elmondja főnökének, hogy mit érdeklődnek róla. Kovács és János találkozik az utóbbi irodájában, ahol Kovács egy tízezer forintos betétkönyvet ad át, és ígéri, hogy ezt az összeget havonta folyósítják, ha továbbra is az erdőben rakhatják le a veszélyes anyagot. A beszélgetést János rejtett magnóra rögzíti, és átadja a rendőrségnek. Amikor Kovácsot bekérik kihallgatásra, mindent tagad, a szembesítés során is, sőt azt mondja, hogy Szelényi tette az ajánlatot, a magnófelvétel összevágott hamisítvány.
A szövegben nem történik egyértelmű utalás arra, hogy a két hónappal később az erdőben megtalált mérgező anyaggal teli hordók is a műanyagosoktól származnak. Mivel egy forrás közelében voltak, Dénes bácsiék kihelyeznek egy tájékoztató táblát, hogy a víz nem iható, ám ezt két arra járó fiatal fiú leszedi. Az utánuk jövő kiránduló nagyszülők és két unokájuk ennek következtében súlyos mérgezést szenvednek: szerencsére a gyorsan kiérkező mentők meg tudják menteni az életüket, de Dénes bácsit így is nagyon megviselik a történtek.
A szerepet alakító színész, Kenderesi Tibor a sorozatban még egy alkalommal, a 195. fejezetben is megjelenik egy rövid epizód erejéig, mivel a kárpótlás során egy kisebb erdőterület került a birtokába.

### Kovács (Gyula)
Zsuzsa házát megveszi, aztán összejátszik rokonával, aki a pénzt ellopja. Később Mágenheim jemeni útját igazgatja, mint hivatalnok. Még később törzsvendég Juli volt főnökével a teniszpályán, és "A Presszóban"

### László, mentőápoló
László Mágenheim doktorral együtt dolgozik, nemcsak kollégája, hanem barátja is. A sorozat első részétől kezdve az 1991-es kilépéséig átlagosan minden második epizódban szerepel, bár alakjához kiemelkedő esemény nem fűződik.
Az 1987. év Karácsony előtti adása bemutatja a szocialista hiánygazdaságot. Ádám új televíziót szeretne vásárolni, ezért Lászlóval elmennek egy áruházba. Kérdésükre az eladó unott arccal kijelenti, hogy tévé nincsen, nézzenek be minden nap, de készpénzt hozzanak, mert részletfizetés sincsen.
László magánéleti gondjait némi itallal próbálja megoldani, amihez – enyhe túlsúlya miatt is – szívbetegség is társul: kezelés után újra munkába áll, és életmódján is sikerül változtatnia.
A sorozatból észrevétlenül távozik.

### László Ervin
A történet a 302. fejezetben kezdődik: László Dani, hetedikes tanuló fél a következő matematika óra dolgozat írásától, ezért az énekóra végén kikéredzkedik, bemegy a tanári szobába és meggyújtja a papírkosarat. A riadalmon túl nagyobb baj, kár nem keletkezik. A tanári kar véleménye megoszlik a további tennivaló ügyében: az igazgató ki akarja csapni az iskolából, helyettese a hivatalos eljárás mellett van, Jutka szerint viszont nem kell nagy ügyet csinálni a dologból.
Az iskolában megjelenik Dani nagybátyja, László Ervin. A tanári szobában elmondja, hogy korábban öccsével és annak feleségével személykocsival utaztak vidékre, és egy teherautóval frontálisan ütközve hármuk közül csak ő maradt életben, de véglegesen megrokkant, tolókocsiba került. Mivel unokaöccsének más rokona nincsen, ezért ő neveli. Kéri az igazgató urat, hogy a tűzesetért – ha lehet – ne csapják ki az iskolából a gyereket. Hável igazgató megenyhülve megrovásban részesíti a fiút.
Dani, nagybátyját meglátva kiszalad az iskolából, és egy autó elüti. Súlyos medencesérüléssel kerül kórházba, ahol – Karácsony közeledvén – Jutka és Feri egy ajándékkönyvvel keresi fel. Csak a nagybátyjával találkoznak a folyosón, aki elmondja, hogy Dani azért szaladt el, mert megijedt, hogy csínytevéséért intézetbe fogják küldeni.

### Manci, használtcikk kereskedő
Takács Pista bácsi varrógépet szeretne venni feleségének, ezért elmennek Kálmán barátjával a használtcikk piacra. Természetesen Mancinak mindene van, így varrógépe is: 4800 forintról indul az alku, Pista bácsi kétezret ajánl. Hogy végül mennyiért vitte el a varrógépet, nem lehet tudni, de Lenke néni azzal varrja meg Alma menyasszonyi ruháját, melynek felhasználására szülei halála miatt nem kerülhet sor.
Amikor Vágásiék Janka nénitől a Lantos utcába költöznek, kapnak ajándékba egy régi komódot. Ez idővel feleslegessé válik, és Manci – akit Jutka anyja, szemész főorvos operált – jön el megvásárolni. Az első vételi ajánlata 700 forint (szállítási költség gyanánt), végül 1500 forinttal ütik nyélbe az üzletet. Később persze Janka néni szóvá teszi, hogy elherdálták az értékes bútort.
Manci Sümeghy Oszkárral, annak egy énekes kollégájával és egy szerkesztővel időnként ultizik. A sorozatban bemutatott második ilyen alkalommal a szükséges négy játékos helyett csak hárman vannak, ám megjön Lillácska, aki kibicelés helyett beül negyediknek és megkopasztja őket.

### Madaras(i) Bandi
A Gazdagréti élelmiszerbolt vezetője.
Először akkor tűnik fel, amikor Lenke néni leszidja a húsáru pultnál kiszolgáló Marikát a 12. részben: „Ebből sem lesz jó kereskedő, nézze, hogyan vágja azt a párizsit!”. Kiderül hogy Madaras Bandi és Lenke néni régen munkatársak voltak, és megkéri Lenkét, hogy álljon be kisegítőnek a közértbe, mert többen szülési szabadságra mentek, és nem győzik a munkát. Így kezdődött el Lenke sorozatbeli közértes pályafutása.
Érdekes módon egyszer Madarasnak, máskor azonban Madarasinak szólítják. Ő és Lenke sok mindent éltek meg együtt: egy fegyveres rablást (az 54. részben), majd a privatizációt, melyben Madaras pályázata alul maradt, de az új tulajdonos (Plus) továbbra is alkalmazta.
Madaras, és Marika között kapcsolatot enged feltételezni a sorozat, Bandi sokszor vitte haza Marikát, sőt több alkalommal zárás előtt hazaküldte Lenkét, és csak ketten maradtak a boltban.

### Mara
Gábor Gábor egy fotó-fodrász-kozmetika stúdiót szervez, ahol Mara – Juli régi szövetkezeti kolléganője – lesz a fodrász. A megnyitás alkalmából pezsgőt bontanak, pertut isznak. Később Mara Gáborhoz költözik, együtt élnek. A kicsi lány – ahogy Gábor nevezi – nehezen viseli barátja csapodárságát, aki minden nőnek teszi a szépet, de nősülni nem akar.
Gábor névnapja alkalom a koccintásra, ahol Mara bejelenti, hogy a meglepetés hat hónap múlva lesz látható: Gábor apa lesz! Ezen a férfi felháborodik és elzárkózik a dologtól. Egy hónappal később Mara eltűnik. Csak egy levelet hagy Gábor asztalán, amiben megírja, hogy a fényképezőgép vásárlása céljából rábízott pénzzel együtt Münchenbe megy, vissza ne várják.
Fél év múlva Juli és Mara találkoznak: az utóbbi elmondja, hogy az egész külföldre távozás csak félrevezetés volt, hogy nyugodtan kihordhassa a babát; a néhány levelet itthon írta, és egy ismerőse adta postára Münchenben. Az újdonsült apa büszke fiára, de házasodni továbbra sem akar.
Az utolsó szereplésekor Mara és Juli egy szórakozóhelyen beszélgetnek. Mara elpanaszolja, hogy végleg megunta Gábor csélcsap viselkedését, és haza költözik az édesanyjához. Egyúttal figyelmezteti barátnőjét, hogy az ő viselkedéséből, Karesszel folytatott kacérkodásából is könnyen baj lehet.

### Nóra, Alma édesanyja
Takácsék lánya, Nóra az NDK-ba megy férjhez, ott születik lánya, Alma, aki úgy megszereti Magyarországot, hogy ideköltözik nagyszüleihez. A család levélben tartja a kapcsolatot egymással. Amikor Lenke néni szemműtétre készül, Nóra hazajön külföldről, hogy édesanyját helyettesítse, látogassa. Egy hónappal később visszautazik. Férje, Kurt nem tűnik fel a képernyőn, csak emlegetik.
Alma esküvője előtt Berlinben találkozik édesanyjával, és megbeszélik a tennivalókat. Az esküvő napján, augusztus 11-én a szülők helyett azonban csak egy távirat érkezik a Külügyminisztériumból, miszerint Kurt és Nora Nisky augusztus 9-én a berlini autópályán halálos autóbalesetet szenvedett.
 Az ő halála annyiban kivételes esetnek számít, hogy a sorozat visszatérő szereplői általában a színésszel együtt haltak meg.

### Ottlakán Géza,Géza bácsi
Vágási Feri idős nyomdász tanítómestere, munkatársa, gyakran fröccsözgetnek együtt. Szerepe elején átszervezés miatt kényszernyugdíjazni akarják, de Feri eléri, hogy elvégezze a fényszedő tanfolyamot. Egyszer rosszul lesz, és Feri hazakíséri őt munkaidő alatt, amiért fegyelmit kap. Nyugdíjazása után már nem szerepel a sorozatban, legutolsó jelenetében összevitatkoznak.

### Pityu és Panni
Alma és János többször próbálkozik saját lakáshoz jutással: többek között a család férfi tagjai (titokban) lakáscsere hirdetést is feladnak. Néhány kritikus eset után egyszer rájuk mosolyog a szerencse. Pityu és Panni közvetlenül házasságkötés előtt állnak, és mindkettőjüknek van egy kis lakása, amit egy nagyobbért elcserélnének. A lakások mindkét félnek megfelelnek, olyannyira, hogy a jegyespár egy alkalommal váratlanul beállít Takácsékhoz papír-ceruzával, mérőszalaggal, hogy a bútoraikat hogyan tudják majd elhelyezni. Lenke néni is beletörődik a költözésbe: a lakótársaktól elbúcsúznak, mindent összecsomagolnak, de a megbeszélt időben a teherautó nem jön. Pista bácsi és Alma elmegy Panni lakására, akit teljes búskomorságban találnak. Elmondja, hogy vőlegénye egy levelet hagyott hátra, melyben közölte, hogy mindennek vége, valószínűleg visszamegy elvált feleségéhez. A pórul járt Takácsék hiába méltatlankodnak, bele kell nyugodniuk a helyzetbe: ezek után legnagyobb gondjuk az, hogyan mondják el a dolgot Lenke néninek és Jánosnak.
A színész, Melis Gábor különböző szerepekben még kilenc alkalommal megjelenik a sorozatban egészen 1996-ig. Talán legérdekesebb esete, amikor a 179. fejezetben a baleseti sérültet ellátó Mágenheim doktor egy nyilvános WC-ben kezet szeretne mosni, de nincs nála pénz, és ő fizeti ki a szigorú WC-s néninek a tíz forintot.

### Rozsomák
Egy ideig közös képviselője a Lantos utca 8-nak, de már azelőtt is szerepel a színész három epizódban is. Először a 30. fejezetben tűnik fel: Jutka és Vilma tanárnők a tanulók nyári kirándulását beszélik meg a diákok szüleivel, ahol Rozsomák akkurátus szülőként a tudnivalókról jegyzeteket is készít.
Nagyon precíz, akkurátus ember, autisztikus személyiségjegyekkel. Sokszor mondja: "Mindenről pontos kimutatásom van". Taki bácsinak eldicsekszik, hogy az utóbbi évek összes magyar sporteredményét elkönyvelte, egyéni és országos szinten is. Az egykori olvasószobában kocsmát nyit a lakók felháborodására. Helyére Kutya, azaz Hegyi Bernát jön. A 203. fejezetben visszatér a történetbe egy rövid vita erejéig, a gyerekek iskolaudvaron történő esti játéka miatt megy felháborodva a tanárokhoz.

### Sudár László
lásd itt

### Szedlák Kálmán
Szedlák Kálmán Takács István barátja, együtt dolgoztak a Magyar Rádiónál, és együtt énekelnek a kórusban. Alighogy beköltöznek Takácsék a Lantos utcába, megjelenik Kálmán, és hívja vissza átmeneti sofőrködésre. Pista bácsi el is megy, ahol egy közös kalandjuk is akad: egyik ügyeskedő munkatársuk a vállalati gépkocsi négy új gumiját kicseréli a saját használt abroncsaival, de a két barát gyorsan visszacseréli őket. Amikor a kórus támogatását meg akarja szüntetni a vállalat, akkor is Istvánt hívja segítségül. Később Alma esküvőjére az énekkar is felkészül, de a szülők halála miatt az esküvő elmarad.
Szedlák nyugdíjba vonulása után felkeresi barátját azzal az ötlettel, hogy az öreg kocsijával taxis kisiparos akar lenni, és rábeszéli, hogy legyen a váltója. Egy alkalommal elviszi a kocsit a Lantos utcába és otthagyja, mivel néhány napra vidékre utazik: ekkor lopják le éjszaka az autó kerekeit, amit Farkas Gábor vesz észre. Mivel az öreg Lada olyan rossz állapotban van, hogy a szigorított műszaki vizsgán nem felel meg, a taxizás egy idő után abbamarad.
Miután Takácséknál a lakáscsere meghiúsul, Alma vesz egy autót nagyapónak. 1989 júniusában Pista bácsi olvassa az újságot, és a megdöbbenéstől alig tudja elmondani Lenkének: „Kálmán... Szedlák Kálmán meghalt... Szívroham.” Pedig azt terveztem, hogy a mostani kocsimmal együtt folytathatjuk a taxizást...

### Szűcs úr
A hetedik osztályos Szűcs Pisti, Mágenheim Julcsi osztálytársa énekóra alatt Mozart helyett magnóján könnyűzenét hallgat, a tanárnő kérdésére szemtelenül válaszol, ezért beírnak az üzenőfüzetébe. Másnap édesapja bejön az iskolába panaszt tenni: az igazgató irodájába kéri Vágási tanárnőt. A kellemetlen szóváltás után Szűcs úr a tanács művelődési főosztályán dolgozó sógornőjére hivatkozva fenyegető kijelentést tesz Hável igazgató felé.
Amikor az osztály színházba megy, Szűcs Pisti rosszul lesz. Vágásiné Julcsi kíséretében taxival hazaviszi a gyereket, de apjától a taxiköltséget sem fogadja el. Egy hónappal később Szűcs apuka ismét bemegy az iskolába azzal a szándékkal, hogy honorálja a tanárnő fáradozását, amit az ismételten visszautasít, így a pénzt – Béla bácsi javaslatára – az igazgatónak adja át: ebből tudják megvásárolni a tanulók számára a mikulásajándékot.
A téli szünet után Vágási tanárnő kérdezgeti a gyerekeket, ki milyen ajándékot kapott, de Szűcs úr másik fia, Gabi válasz helyett sírva fakad. Később elmondja Jutka néninek, hogy édesanyja éppen Karácsonykor öccsével, Pistivel együtt véglegesen elhagyta a családot, külföldre mentek. Ő attól fél, hogy ezután intézetbe fog kerülni. Nem sokkal később – részben a rossz bizonyítvány miatt – eltűnik. Apja mindenhol keresi: a tanárnőhöz is eljön, mivel előző nap ő kísérte Gabit a házukig, de az nem ment fel a lakásba. A fél Lantos utca keresi a gyereket, akit végül a rendőrség segítségével a házuk egyik közös helyiségében találnak meg.
Szűcs apukával a sorozatban utoljára – közel egy év múltával – azon az osztályfőnöki órán találkoznak a nézők, ahol a gyerekek továbbtanulási lehetőségeit beszélik meg.

### Valerie
Sümeghy művész úr unokahúga – aki bájosan töri a magyar nyelvet – az Államokból Budapestre jön néhány hétre, és két hétig a Lantos utca 8.-ban lakik, mialatt a művész vidéki turnén tartózkodik. Budapesten nemsokára nagy nemzetközi konferencia lesz, és Valerie mint újságíró előbb eljön, hogy ismerkedjen a várossal. A sorozat készítői megragadják az alkalmat arra, hogy érintsék a hazai telefonhelyzetet is.
Valerie a beköltözés után felkeresi Böhm bácsit, hogy Sümeghy valahol eldugta a telefont, és választ kap, hogy a művész úr ebben az esetben ártatlan.
– Ezt nem értem. Akkor hogy tudnak beszélni egymással emberek?
– Személyesen.
– Vagy a sarki telefonfülkéből. De onnan se tud telefonálni, mert rossz.
– A postáról lehet telefonálni. Lehet, hogy egy kicsit várni kell, de biztosan sikerülni fog.
Kiderül az is, hogy a művész napi 25 dollárt kap a rokonlánytól a lakásért. Ezután Pista bácsi taxijával elviszi a vendéget néhány olyan helyre, amit szeretne megnézni, de a régi épületeket lebontották, vagy azért mert az új lakótelepnek kellett a hely, vagy azért, mert ronda volt.
Az utolsó jelenetben Böhm bácsi és Valerie megegyeznek abban, hogy itt most még nehéz a helyzet, de biztos lesz jobb is, és ha legközelebb eljön Magyarországra, akkor felkeresi az öregurat.

### Vera, Jutka barátnője
Vera a postán összetalálkozik a GYES-en lévő Jutkával. Miután megtudja, hogy régi ismerőse a közeli iskolában tanárnő, megemlíti neki, hogy Péter fia szemüveg használata mellett is nagyon rosszul lát, ezért problémája van az iskolában. Jutka bemutatja Hável igazgatónak, aki szokásos körülményeskedésével attól fél, hogy a fiú tanításához egy csomó különleges eszköz kellene. Leendő osztályfőnöke, Vilma úgy gondolja, hogy nem fogja látni a táblát, és tornából is fel kell menteni. Béla bácsi véleménye: "... kit érdekel a könnyű feladat?" Végül a tantestület úgy dönt, hogy felveszik Pétert, aki feltalálja magát, és jól beilleszkedik az osztályközösségbe.

### Virágh doktor – gégész, Etus ismerőse
Virág doktor Etus hódolója a sorozatban, akinek nagyon sokszor megkérte már a kezét, de ő mindig nemet mond. A doktornak vannak „szerelmei” a sorozatban, egyiküket rövid időre el is veszi. Utolsó "szerelme" a fiatal medika, Falvay Rózsa. Gégészként sokszor vizsgálja meg a Mágenheim családot, kiveszi a gyermek Julcsi manduláját is, majd a 166. részben, ahol Julcsi már „felnőtt”, 21:59-nél közli, hogy tályog van annak mandulája mögött. Erre az ellentmondásra nem figyelt a szövegíró! A történet szerint Sümeghy és Góliát torkát is kezelte.Vezetékneve sokszor válik szóvicc tárgyává (pl. Etus távirata: Virágozzzék minden Virág!, Virág és Virágh!- önirónia, Etus: Légi és Virágveszély!). Keresztnevét illetően Etus és Károly Gyurcinak illetve Gyurciburcinak, Julcsi Gyuri bácsinak hívja. Károly gyakran hívja Doktornak, Főorvosnak, Orvosnak is. Eléggé szenilis természet: sokszor rossz helyen rendel, elfelejti, hogy már ivott kávét, elfelejti Etus és egyszer a saját születésnapját is, Ernő bácsi nevét kénytelen megjegyezni, mindig máshogy szólítja (Jenő bácsi, Benő bácsi, Teofil apó, Bendegúz apó, Töhötöm bátyám, Hugó bácsi, Dezső bácsi). Részben ebből ered gorombasága is. Etusnak van pár mondása a doktor úrral kapcsolatban, pl.: Ne féljetek tőle! Goromba, de belül meleg szíve van.

### Zoltán – nőgyógyász
A Mágenheim család második gyerekének jövetele kissé körülményesen jut az atya tudomására: Mivel a terhesség elején Juliék együtt voltak Karesszal, akinek viszont a nagyobbik gyereke rózsahimlős lett, ezért a helyzet tisztázódásáig nem mondták meg az örömhírt Ádámnak. Ő viszont közben összetalálkozik Zoltánnal, aki célozgat arra, hogy ilyen helyzetben nem szerencsés dolog külföldre utazni. A doktor lassan összerakja a mozaikdarabkákat, és nagy csokor virággal lepi meg feleségét. Zoltán Juli terhessége folyamán még két alkalommal kap szerepet.
A nőgyógyász kapcsolatba kerül Karakas Ágnes építésszel, akit el is jegyez. 1988. december 29-én az orvosok előszilvesztert tartanak, ahol együtt van Zoltán és menyasszonya, valamint Karesz a feleségével. Megérkezik Nagy Éva doktornő László kíséretében, aki rögtön átlátja a helyzet veszélyességét, és azzal az ürüggyel, hogy a kocsiban maradt a pezsgő, lemegy az utcára: az érkező Mágenheim házaspárt tájékoztatja, mire azok hazamennek.
Jutka szeretne gyereket, ezért tanácsot kér Mágen doktortól, aki ez ügyben Zoltánnal akar beszélni. Utóbbi megemlíti menyasszonyának, hogy Ádám négyszemközti találkozóra hívja: Ágnes arra gondol, hogy az orvos korábbi szerelmi próbálkozásairól akarja tájékoztatni a vőlegényt, és megelőzésképpen azt állítja, hogy Ádám akarta őt megkörnyékezni. Ezt Zoltán meg is kérdezi kollégájától, aki úri módon kitér a válasz elől.
Jutka Zoltán orvosi tanácsait megfogadva teherbe esik: az eredmény közlésekor látható a sorozatban utoljára a nőgyógyász.

### Zomboriné (Szép Ilonka)
Szép Ilonka – ahogy a későbbiekben Lenke néni nevezi – már az első részben színre lép: az apja rosszul lesz az utcán, és Mágenheim doktor jön ki hozzá a mentővel. Közreműködését meg akarja hálálni: este egy pénzes borítékkal keresi fel a doktort a lakásán. Természetesen az öntudatos orvos a pénzt nem fogadja el.
Zomboriné a Magyar Rádióban dolgozik, ahol eredetileg Taki bácsi is: itt két epizódban is láthatjuk.
A sorozatban folyamatosan, bár viszonylag ritkán szerepel.
Előbb apja lakását akarja Almáéknak átadni eltartási szerződéssel, plusz némi készpénzért. Bár Almának nem nagyon tetszik a megoldás, mégis ügyvédhez fordulnak. Ám egyik este csengetnek Takácséknál: tolószékben megjelenik az apa, és a leghatározottabban kijelenti, hogy az eltartási szerződésből nem lesz semmi, mert a lánya pénzügyi problémáit akarja így megoldani.
A későbbiek során a „taxis” nagynénjeként ismét alkalma lesz Takit ugratni.

### Zsóka, Szelényi János elvált felesége
Az erdész első felesége meglehetősen arrogáns, kellemetlen személyiség. Bemutatkozásként megjelenik Takácsék lakásában, ahol kedvesen fogadják. „A felesége VAGYOK” kijelentés mellett olyan szavakat használ, hogy Lenke néni szó szerint kizavarja. A következő alkalommal, megtudva hogy Alma egyedül van az erdészházban, kiviszi neki a férjétől korábban kapott szerelmes leveleket azzal, hogy olvassa el nyugodtan, és felszólítja, hogy mondjon le róla. János felkeresi a butikjában Zsókát, hogy a bíróság által számára megítélt pénzt elkérje, de szinte erőszak szükséges ahhoz is, hogy egy kis részét megkapja. Egy idő múlva elviszi a hátralevő összeget az erdészházba, és kijelenti, hogy kezdjenek újra mindent, mert ők egymáshoz tartoznak. A találkozásból kis bonyodalom származik, mivel Alma éppen akkor lép be, amikor egymással szemben állnak, némileg félreérthető helyzetben. Az utolsó találkozásuk is emlékezetes: Jánosék pihenni mennek egy dobogókői szállodába, és éppen első vacsorájukra várnak, amikor belép a volt feleség egy férfi társaságában, és kellemetlen megjegyzéseket tesz.

## Több mellékszereplőhöz kapcsolódó esemény

### A Gazdagréti templom
A sorozatba egy 1990 nyári valóságos eseményt is beépítettek: Gazdagréten templom épül közadakozásból. Ennek egyik bevételi forrása egy jótékonysági hangverseny, melynek szervezését Böhm bácsi és Sümeghy művész úr kezéből Lillácska veszi át. Az énekes meghívja művésztársait: az első helyszíni megbeszélésen Melis György, Pitti Katalin és Simándy József jelenik meg, és az ingyenes fellépést is vállalják. Az énekpróbán az előbbiek mellett Begányi Ferenc is részt vesz.
A hangverseny a 84. fejezet fő motívuma. Gábor Gábor videófelvételt készít, Juli kozmetikus sminkeli a résztvevőket, Böhm úr irányít. A megnyitó beszédet Lipp László atya mondja el, az előzőekben említett énekesek mellett Palócz Lászlót és továbbiakat is felsorolva. A hangverseny nagy sikert arat, a bevétel a várakozást meghaladja. Az ott készült felvételt később – némi bonyodalmak árán – Böhm és Sümeghy az olvasószobában megnézi, miután Lillácska megtanulja a videómagnó kezelését. (A Gazdagréti Szent Angyalok-templom 1994-2002 között épült. Lipp László atyát itt temették el.) 

## A mellékszereplők teljes listája
Kiemelt mellékszereplők (a teleregény korai szakaszában főszereplők)
- Dr. Szöllősy Zsuzsa (Jutka édesanyja, szemészorvos) – Bánki Zsuzsa (1987–1997; a 282. részben meghal)
- Dr. Szöllősy Pál (Jutka édesapja, fogorvos) – Szatmári István (1987–1988; a 45. részben közlik a halálát)
- Deziré (Sipos Dezső, üzletember) – Kovács István (1987–1999)
- Bíró/Sudár László (Alma első barátja, később főpincér az Alkotás presszóban) – Epres Attila (1987, 1990–1999)

A ház egyéb lakói
- Rozsomák (kis ideig közös képviselő, előtte kötekedő szülő) – Farkas Tamás (1988-1992, 1995)
- Kerei Gusztáv, adótanácsadó (1997-től költözik be) – Éless Béla (1997–1999)
- Virágh Antónia, "nyelvtanárnő", később modell (1993-tól költözik be) – Závodszky Noémi (1992–1999)
- Csók Antal, rendőr, később Antónia férje (1994-től költözik be) – Rátóti Zoltán (1994–1999)
- Sorbanálló (1996-tól költözik be, rajongói "Pattogi"-nak nevezték) – Botár Endre (1987-1990, 1993-1999)
- Beregi Sanyi (1995-ben költözik be, majd 1997-ben ki) (Alma új barátja) – Schnell Ádám (1994–1997)
- Német Helga (János negyedik barátnője) (1995-ben költözik be, majd 1996-ban ki) – Orosz Helga (1994–1996)
- Erzsike (bejárónő, felvigyázó) - Várhegyi Teréz (1991-1993)

A főszereplők rokonai
- Szöllősy Janka (Jutka nagynénje) – Pásztor Erzsi (1987, 1989–1999)
- Nóra (Alma édesanyja) – Bajcsay Mária (1987–1988)
- Vágási Margit (Feri édesanyja, egy ideig a ház lakója) – Hacser Józsa (1988-1990)
- Béres Gáspár (Feri feltételezett vér szerinti apja) - Fekete Tibor (1988)
- Béres Erzsébet (Béres Gáspár lánya) - Zentay Lilla (1988)

Taki bácsi ismeretségi köre
- Szedlák Kálmán "Rezső" (kórus tagja) - Fillár István (1987-1989)
- Zombori (Szép) Ilonka (rádiós) - Kállay Ilona (1987-1989, 1993, 1996-1999)
- Sofőr – (Taki bácsi haverja, egy epizódban autószerelő) Kránitz Lajos (1988, 1993–1999)
- Veres József (autószerelő, vállalkozó) – Kautzky József (1987-1998)
- Taxis (Mercedes-es magántaxis) – Dengyel Iván (1991-1999)
- Kolonits Sándor (építész, katonatárs) – Szabó Sándor (1989)
- Wampetits úr (vállalkozó) – Wampetich Nándor (1990-1996, 1998)
- Vizes (seftelő sofőr) – Somhegyi György (1987)

Lenke néni kollégái
- Madaras/Madarasi Bandi (közértes, majd kisboltos) – Dobránszky Zoltán (1987–1999)
- Bánáti Vilmos (rövid ideig üzletvezető) - Versényi László (1988)
- Terike (csemegés, illatszeres) – Kassai Ilona (1990-1992, 1995)
- Ágika (közös képviselő, virágárus, egy ideig a zöldséges Józsi párja) – Örkényi Éva (1994-1996)
- Marika - Némedi Mari (1987-1994)
- Viktor (bolti tanuló) – Magyar F. Zoltán (1994–1995)

Julcsi barátai
- Kozma Jocó – Elek Ferenc (1987–1990, 1992)
- Szűcs Gabi - Hajdú Attila (1988-1989)
- Zimonyi Panni – Somlai Edina (1989-1999)
- Claudia – Liptai Claudia (1993–1999)
- Lívia - Tihanyi Lívia (1993-1994)
- Volt osztálytárs (nem nevezik a nevén) - Posonyi Takács László (1993-1994)
- Tátrai András "Bandi" – Tímár Andor (1990, 1996)
- Dávid – Magyar Zoltán (1990-1991)
- Szász Kristóf – Németh Kristóf (1991–1997)
- Dani – Miller Zoltán (1993–1998)
- Forgács Róbert – Oberfrank Pál (1995–1996)
- Kollégája a Nemzeti Egészségvédelmi Intézetben - Zubornyák Zoltán (1995-1999)
- Kiss Viktor, "Delfin" a rendőrségnél – Pintér Tibor (1997-1999)
- Sziklai Péter - Mundruczó Kornél (1999)

Etus ismerősei és kapcsolódó személyek
- Dr. Virágh György (gégész) – Kézdy György (1988–1999)
- Ágika, Dr. Virágh asszisztense - Galiotti Barbara
- Józsi, a zöldséges – Szabó Ottó (1989–1998) (A 304. részben meghal)
- Gazsi, a zöldséges, Józsi unokatestvére – Benkóczy Zoltán (1998-1999)
- Gyula, az ócskás – Horváth Gyula (1990–1994)
- Kati (erdélyi nő) - Zsurzs Kati (1990-1991)
- Szabó Károly (vállalkozó) – Sinkó László (1994–1999)
- Körei Ernő (hajléktalan, korábban taxis és Laci fuvarozó főnöke) - Köves Ernő (1987-1999)
- Építészmérnök, Etus munkaadója - Szoboszlai Sándor (1991-1998)
- Korompai (2) 'Krumpli' (autókereskedő, taxis) - Csányi János (1987-1988)

János erdész kollégái és hozzá kapcsolódó személyek
- Dénes bácsi – Kun Vilmos (1987–1999)
- Bálint – Barbinek Péter (1995-1999)
- Igazgató – Ujlaky László (1988-1994)
- Bakonyi elvtárs – Kiss Jenő (1988-1991, 1998)
- Bakonyi Géza - Láng Balázs (1988)
- Orvvadász - Orosz István (1990-1991, 1996-1997)

Ádám kollégái
- Mentős főorvos – Zentay Ferenc (1987–1996, 1998)
- Dr. Nagy Éva (mentőorvos) – Simorjay Emese (1987–1999)
- László (mentőtiszt) – Koroknay Géza (1987–1991)
- Szalóki Eszter (mentőgyakornok) – Malek Andrea (1989–1993)
- Géza bácsi "Öreg" (mentőápoló) – Hável László (1989–1999)
- Giovanni (mentő sofőr) - Kápolnai József (1987-1999)
- Peti (mentő sofőr) - Lakatos Péter (1988-1999)
- Zoltán (nőgyógyász) - Ádám Tamás (stáblistán Nagy Sándor Tamás) (1988-1990)
- Dr. Nagy Károly "Karesz" (magánorvos) – Laklóth Aladár (1988–1993)
- Dr. Németh (nőgyógyász, az "A - Klinika" főorvosa) – Némethy Ferenc (1988-1999)
- Dr. Ágai Erika (orvos, röntgen) – Sunyovszky Szilvia (1995-1998)

Alkotás presszó, ahol Alma dolgozik
- Magdi (pincér, előtte légikisasszony, Alma barátnője) – Bencze Ilona (1987–1998)
- Mari (pincér) – Bilicsi Mária (1992–1994)
- Kázmér (pincér) – Józsa Imre (1998–1999)
- Bán Rezső (pincér) – Borbély László (1995–1999)
- Laci felesége – Bács Kati (1990-1992)
- Maki (kidobóember, korábban fuvarozó) – Hankó Attila (1988-1991, 1993–1994)
- Üzletkötő (1 epizód) - Zubornyák Zoltán (1991)
- Törzsvendég - Kölgyesi György (1991, 1997-1998)
- Sztogram (törzsvendég, keresztneve János) - Várkonyi András (1988-1996)
- Főnök (maffiavezér, Laci zsarolója) - Kisfalussy Bálint (1992)
- A Főnök embere - Tahi József (1992-1993)

| Feri munkatársai a nyomdában - Kenéz Gyula "Kenéz elvtárs" (főművezető a nyomdában, majd nyugdíjas) – Bodor Tibor (1987–1999) - Dudás (nyomdász) – Rácz Géza (1987–1988) - Ottlakán Géza "Géza bácsi" – Horváth Sándor (1987–1993) - Művezető 1 – Perlaki István (1987–1993, 1996) - Művezető 2 – Geréb Attila (1990-1991) - Ági (kis nyomdánál szedő) - Naszlady Éva (1988-1990) - Irén (szedő) - Bódis Irén (1991-1992) - Garami Dezső (újságíró) – Gáspár Tibor (1989-1994, 1997, 1999) - Béres "Vérestollú" Stefi (újságíró) – Borbás Gabi (1993–1999) - Kovács Piri – Kocsis Judit (1993–1998) - Kecskeméti Péter "Szöszi" (korábban osztályfőnök Julcsi első gimnáziumában) – Cseke Péter (1989, 1995–1998) Fodrász-, és kozmetikai szalon, Juli volt munkahelye - Igazgató - Horkai János (1987, 1992) - Ágoston Erika (a Szelényi ház építészmérnöke, a fodrászszalon egyik vendége) - Sajgál Erika (1987, 1991-1993, 1999) Gábor–Juli szalon, egy ideig Gábor–Juli–Oli szalon - Mara (fodrász) – Málnay Zsuzsa (1987–1990) - Gitta (próbaidős fodrász és tőkéstárs), Klarissza unokahúga - Kökényessy Ági (1988) - Vica cica (manikűrös) – Lengyel Kati (1990–1999) - Oli (fodrász) – Bajor Imre (1990–1993) - Fruzsi (fodrász) – Pregitzer Fruzsina (1993–1999) - Klarissza "Klariszzima Mia", a jómódú kuncsaft – Incze Ildikó (1987–1999) - Faragó Hermin (vendég) – Faragó Vera (1989–1991, 1993–1997) - Spéci (technikus) – Kulcsár Ferenc (1995-1998) - Ildikó (Gábor üzletfele) - Hámori Ildikó (1991) - Hercegh úr (Gábor üzletfele) - Balkay Géza (1991-1992) - Vitéz (színész, Juli udvarlója) – Vass Gábor (1996–1997) - Hartai Tamás (üzletember) – Gáti Oszkár (1998-1999) - Törzsvendég, és buli szervező - Kopetty Lia (1996-1998) - Vera (egy epizódban Ági, fiatal színész) - Somogyi Gabriella (1989-1990) - Üzletember (Klarisszáéknál állandó vendég, Etus egyik vevője) - Szersén Gyula (1987-1988, 1990, 1993-1998) Jutka iskolája - Márta néni (Jutka korábbi iskolájának igazgatója, 2 epizód) - Földi Teri (1987) (Földi Teri 1996-tól Mimike postáskisasszonyt, Kutya barátnőjét alakította) - Hável Imre igazgató (matematika- és fizikatanár) – Kiss Gábor (1987–1999) - Nagy Csaba (földrajz-, magyar- és történelemtanár) – Böröndi Tamás (1989–1999) - Báthory Béla "Béla bácsi" magyar- és történelemtanár (az idős tanár) – Both Béla (1987–1999) - Bujáki (igazgatóhelyettes, gazdaságis) – Kertész Péter (1990–1999) - Nagy Vilma (tornatanár) – Gór Nagy Mária (1988–1999) - Tóth Veronika (tornatanár) – Timkó Eszter (1998–1999) - Borzas (tanuló) – Borók Róbert (1988-1989) - Méray Szilvi (tanuló) – Fülöp Szilvia (1988-1989) - Bea (tanuló) – Zsigmond Tamara (1992) - Kriszta (tanuló) - Benyó Rita (1992) - Pongrác (tanuló) – Tolmár Bálint (1993-1996) - Petra (tanuló) – Köves Petra (1994-1996) - Mari (Marika Mária) (Méray Szilvi anyja, gyógyszerész) - Szűr Mari (1988-1989, 1996-1997) - Jászi Kati (Rudi nevelő anyja) - Naszlady Éva (1997-1998) - László Ervin (László Dani nagybátyja) - Szegedi Molnár Géza (1998) Egyéb mellékszereplők - Lillácska (butikos, majd némettanárnő, Sümeghy barátnője) – Schubert Éva (1989–1999) - Mimike (postás, Kutya barátnője) - Földi Teri (1996-1999) (Földi Teri a 4. és a 6. epizódban Márta nénit, Jutka korábbi iskolájának igazgatóját alakítja) - Karcsi (Bíró/Sudár László nagybátyja, a 11-12. részben) - Benkóczy Zoltán (1987) - Csernay Tamás pilóta (később Magdi férje) – Csernák János (1988-1992) - Lovas Viktor, ügyvéd (Vágásiék és Takácsék jóbarátja) – Mihályi Győző (1988-1999) - Mátrai Gabi, ügyvéd, Lovas Viktor kolléganője, majd párja – Schell Judit (1996-1999) - Góliát (Frédi) (Vágási Feri jóbarátja) – Csányi János (1988, 1992-1999) - Piroska néni (Dani házinénije) – Bakó Márta (1996-1997) - Farkas Edina (Közös képviselő, Kutya úr ismerőse) Farkasinszky Edit (1998-1999) - Karakas Ágnes (építész) – Földesi Judit (1987-1991)(1999) - Vadász Edit, Juli ismerőse – Sunyovszky Szilvia (1990-1991) - Bírónő - Ábrahám Edit (1988, 1995) - Mariann (Dr. Szöllősy Pál asszisztense) – Tordai Teri (1988-1989) - Kovács Gyula bácsi (öreg színész, korábban a Szöllősy ház vevője) – Kéry Gyula (1989-1990, 1996-1997) - János bácsi (öreg színész) – Horkai János (1996-1997) Később törzsvendég Alma barátjánál a teniszpályán, és "A Presszóban" is, Kovács úrral. - Körzeti orvos (gyerekorvos) – Miklósy György (1988-1993 és 1996) - Rendőr – Szabó Sipos Barnabás (1989-1999) - Rendőr - Soós László (1987-1989, 1991-1992, 1994, 1996, 1998) - Gyurka (Takács Lenke öccsének, Ignácnak az unokája Ózdról, 1 epizódban) - Németh Kristóf (1987) - Bernát (rendőr, János volt osztálytársa) - Pelsőczy László (1988-1999) - Kovács úr (a kézilabda csapat edzője, 2 epizód) - Kránitz Lajos (1988, 1991) - TV árus (1 epizód) - Timkó Eszter (1990) - Tornyai József, rendőr - Tolnai Miklós (1987-1992) - Pityu (gyanús üzletember) - Melis Gábor (1989, 1992, 1994-1996) - Rossz ember (részeg, betörő, csempész, gázoló) - Orosz István (1988-1996) - Gázoló (1 epizód) - Gesztesi Károly (1988) - Szőrös Kapitány (1 epizód) - Bujtor István (1995) - Falus százados (Piri exférje) - Lesznek Tibor (1987-1988, 1996, 1998) - Julcsi második gimnáziumában az osztályfőnök - Konter László (1991-1994) - Gaál Norbert (kis ideig Alma főnöke, PR-os) - Kautzky Armand (1990-1993) - Kis Soma "Samu" (Feri intézeti társa) - Salinger Gábor (1991-1992) - Botond (titkos rendőr) - Kaszás Géza (1998-1999) - Zsóka, szociális gondozó (Lenke néni ismerőse, 3 epizód: 6, 12, 19) – Pádua Ildikó (1987–1988) - Széles Emil, a nagynénjéhez késve hívja ki a mentőket, és mikor kiderül, hogy a nagynénje már halott, meg akarja vesztegetni Mágenheim doktort, hogy állítsa ki a halotti anyakönyvi kivonatot, 2 epizód: 38, 39 – Tomanek Gábor (1988) - Nagymama, akinek az unokája megtalálja Alma ellopott iratait a kukában, és visszaadja neki, mikor elmennek érte Taki bácsival hozzájuk, 1 epizód: 115 & videófelvételt megrendelő népviseletbe öltözött idős nő a Gábor–Juli Szalonban, 1 epizód: 209 – Kádár Flóra (1991, 1995) - Sümeghy Oszkár operaénekes rajongója, akivel a művész a postán találkozik, 1 epizód: 253 – Vay Ilus (1997) - Mengele doktor, Alma repülőjén a tiltás és a figyelmeztetés ellenére szivarozik, János leoltatja vele, így ismerkednek meg. Később részeget "reanimáz", a felesége égett lábát disznózsírral és liszttel kezeli. – Huszár László - Kovács József, bróker, 5 epizód: 117, 119–122 – Kiss József (1991) A sorozatban egy-egy fejezetben feltűntek még: Szegvári Katalin, Petress István, Kudlik Júlia, Tallós Rita, Koroknay Simon Eszter, Madarász Éva, Ullmann Mónika, Albert Györgyi, Balázsi Gyula, Bessenyei Ferenc, Felföldi László, Dőry Virág, Vicsek Ferenc, Székhelyi József, Illyés Mari, Zakariás Éva, Kánya Kata („Borzas” anyukája), ifj. Jászai László, Lipp László (László atya), Forgács Gábor, Ősi Ildikó, Nemes Takách Kata, Deutsch Anita, Molnár Ilona, Pitti Katalin, Csavlek Etelka, Kiss Virág, Bolla Róbert, Lehoczky Éva, Begányi Ferenc, Melis György, Simándy József, Maszlay István, R. Kárpáti Péter, Garas Dezső, Benkő Péter, Andresz Kati, Erdélyi Mari, Sárosi Gábor, Tarján Péter, Timár Béla, Hofi Géza, Bicskey Lukács, Keresztes Sándor, Gregor Bernadett, Szabó Simon és Urbán Andrea. Többen vannak a sorozatban akik több szerepet is vállaltak, vagy a főbb szerepük előtt névtelenül felbukkantak egy-két alkalommal. A sorozatban érdekesség, hogy az első részek epizódszereplői a sorozat utolsó éveiben állandó mellékszereplőket játszottak (pl. Földi Teri, Benkóczy Zoltán, Timkó Eszter). |